# Sarah Kohr – Das verschwundene Mädchen
Das verschwundene Mädchen  ist ein deutscher Fernsehfilm von Christian Theede aus dem Jahr 2019 und der dritte Film der Kriminalfilmreihe Sarah Kohr mit Lisa Maria Potthoff in der Titelrolle der Ermittlerin. Die Episode wurde am 6. Mai 2019 im ZDF erstmals im deutschen Fernsehen ausgestrahlt.

## Handlung
Der ukrainische Waffenhändler Artem Lasarew will einen Kronzeugen, der gegen ihn aussagen würde, beseitigen lassen. Da dieser jedoch unter polizeilichem Schutz steht, lässt Lasarew die 15-jährige Tochter Lena von einem der Personenschützer entführen, um einen Austausch zu erzwingen. Staatsanwalt Mehringer hofft, die Angelegenheit zu regeln, indem er den Zeugen bei einem Anschlag zum Schein töten lässt. Eine angebliche Übergabe des Mädchens erfolgt daraufhin aber nicht und ein möglicher Zeuge kommt dabei ums Leben. Damit ist der einzige Hinweis zum Aufenthaltsort von Lena zunichte.
Polizistin Sarah Kohr hatte von Anfang an bezweifelt, dass das Mädchen so einfach frei zu bekommen sei. Ein Ansatzpunkt für sie ist Paula Schönherr, die mit Lasarew eine persönliche Rechnung offen hat, aber auch viel über ihn weiß. Nach ihren Informationen hat Lasarew einen Sohn, der in Hamburg lebt. Zu ihm nimmt Kohr Kontakt auf, bringt ihn in seine Gewalt und erpresst nun seinerseits den Waffenhändler: das Leben von Lena gegen das von Lasarews Sohn. Danielo Lasarew beteuert, sich von seinem Vater losgesagt zu haben, und ist kooperativ. 
Aus Sorge um seinen Sohn macht Lasarew einen Fehler und ruft seine Handlanger nicht zurück. So wird Kohr auf einen der Männer aufmerksam und kann ihm bis zu Lenas Versteck folgen. Allerdings wurde das Mädchen gerade weggebracht. Kohr folgt ihnen und gibt Rückmeldung, damit man sie orten kann. Während sie einen der Männer außer Gefecht setzt, verfolgt der Zweite die flüchtende Lena. Die eintreffende Verstärkung beendet zwar die bedrohliche Situation vor Ort, aber Mewedew kann entkommen. Da es Anzeichen für einen geplanten Anschlag gibt, muss Kohr schnell handeln. Mit Danielo Lasarews Hilfe versucht sie, Mewedew aufzuhalten, was erst an dessen Zielort gelingt. Er hatte einen Anschlag auf den Innensenator Hamburgs geplant, den Kohr unter Mithilfe des SEK erfolgreich verhindern kann.

## Hintergrund
Die Dreharbeiten zu Das verschwundene Mädchen fanden vom 20. Februar bis zum 23. März 2018 unter dem Arbeitstitel  Das verschwundene Kind in Hamburg und Umgebung statt.

## Rezeption

### Einschaltquote
Die Erstausstrahlung von Das verschwundene Mädchen im Abendprogramm des ZDF am 6. Mai 2019 erreichte 6,14 Millionen Zuschauer bei einem Marktanteil von 19,6 Prozent.

### Kritik
Volker Bergmeister urteilte bei tittelbach.tv: „Der dritte Einsatz der taffen, eigensinnigen Ermittlerin, mit vollem Körpereinsatz gespielt von Lisa Maria Potthoff, ist ein klassischer Action-Thriller, mit einer klaren Erzählstruktur, die auf einen Showdown hinsteuert. Die Story ist passgenau zugeschnitten auf die titelgebende Hauptfigur. Christian Theede hat den Krimi temporeich, mit gut getimten Actionszenen und starken Hamburg-Bildern in Szene gesetzt. Hier wird weniger auf Psychologie gesetzt, sondern deutlich auf Physis, kein böser Bube ist Sarah ebenbürtig, wenn sie einstecken muss, dann steht sie kurz darauf schon wieder auf. Sowas gibt’s nicht alle Tage. Und auch der Cast ist erste Sahne!“
Die taz.de schrieb: „Kohrs (Krav Maga-)Nahkampf mit Egor Mewedew, Lasarows Mann fürs Grobe, Kindermord inklusive, ist durchaus beeindruckend choreographiert.“ „Bomben entschärfen kann Sarah Kohr natürlich auch, aber da wären wir dann schon am Ende des Films. Dessen Szenen im Wesentlichen alle nur dazu dienen, zu demonstrieren, dass im ZDF anno 2019 auch eine Frau so richtig auf dicke Hose machen kann.“
Hans Czerny bei prisma.de meinte: „Christian Theede (Regie) und Timo Berndt (Drehbuch) setzen von Beginn an auf die Struktur des Puzzles. Der Zuschauer bekommt stets ein paar Minuten später den Sinn dessen nachgeliefert, was er zuvor gesehen hat. Löblich allerdings, dass man hier auf die inzwischen im Krimiformat so gern genommene Flashback-Masche einmal verzichtet hat.“